# والتر مونتيلا
والتر مونتيلا (بالإسبانية: Walter Montillo) (14 أبريل 1984 لانوس الأرجنتين - ) هو لاعب كرة قدم أرجنتيني، يلعب كمدافع.

## وصلات خارجية
والتر مونتيلا على موقع الاتحاد الدولي (مؤرشف)  (الإنجليزية)
- والتر مونتيلا على موقع قاعدة بيانات كرة القدم.إي يو (الإنجليزية)
- والتر مونتيلا على موقع ناشيونال فوتبول تيمز (الإنجليزية)
- والتر مونتيلا على موقع Soccerway.com (الإنجليزية)
- والتر مونتيلا على موقع عالم كرة القدم.نت (الإنجليزية)